# Barbara Brooks Wallace
Barbara Brooks Wallace (Suzhou, 3 de dezembro de 1922 – Arlington, Virgínia, 27 de novembro de 2018) foi uma escritora americana de livros infantis. Ela ganhou o prêmio NLAPW Children's Book Award e o prêmio International Youth Library "Best of the Best" por Claudia (2001) e o prêmio William Allen White Children's Book Award por Peppermints in the Parlor (1983).

## Vida pregressa
Wallace nasceu e passou a infância na China, onde estudou na Shanghai American School, mas veio morar nos Estados Unidos durante o ensino médio. São Francisco foi um porto de entrada para a família muitas vezes. Ela se formou na UCLA, onde foi membro da fraternidade Alpha Phi.

## Carreira
Wallace ganhou o Prêmio Edgar da Mystery Writers of America por The Twin in the Tavern (1994)  e Sparrows in the Scullery (1998). Cousins in The Castle (1997)  e Ghosts in the Gallery (2001)  também foram nomeados para o Edgar Award.
Os livros de Wallace são frequentemente comparados aos de Lemony Snicket, bem como aos livros de Joan Lowery Nixon e Beverly Cleary. Ela também recebeu muitos elogios da American Library Association.
Em 2009, Wallace contratou o grupo de desenvolvimento criativo Pangea Corporation para desenvolver sua série de livros em entretenimento animado e de ação ao vivo. Sua série Miss Switch já havia tido episódios populares no ABC Weekend Special, obtendo altos índices de audiência da Nielsen. Os livros de Hawkins (The Hawkins Series) de Wallace também foram apresentados como filmes de ação ao vivo no ABC Weekend Special.
O romance Diário de um Pequeno Diabo de Wallace foi publicado como um e-book digital em setembro de 2011. O acordo foi resultado de todos os esforços da Pangea e culmina com livros adicionais a serem lançados da mesma maneira, incluindo uma nova edição da série Miss Switch: Miss Switch and the Vile Villains.

## Morte
Wallace morreu em 27 de novembro de 2018, em Arlington, Virgínia, devido a complicações com a pneumonia aos 95 anos.